# NGC 5786
NGC 5786 é uma galáxia espiral barrada (SBbc) localizada na direcção da constelação de Centaurus. Possui uma declinação de -42° 00' 52" e uma ascensão recta de 14 horas, 58 minutos e 56,4 segundos.
A galáxia NGC 5786 foi descoberta em 5 de Junho de 1834 por John Herschel.